# ゾイドバラッツ
ゾイドバラッツ(ZOIDS BARATZ)は、タカラトミー（旧トミー）より発売されている『ゾイド』シリーズに登場する架空の兵器。

## 概要
アニメ『ゾイドジェネシス』放映に際し、ゾイドジェネシスシリーズの一環として2005年5月下旬ごろ、定価各315円のブラインドボックスで発売された玩具商品、およびメディアミックスで登場。キットの構成は切り離し済み部品を組立てる形となっている。昆虫をモチーフとしたデザインが多い。一機種につき、地味目な色合いの「コンバットカラー」と派手目な色合いの「ビークルカラー」の、2パターンのカラーリングが存在する。それらのカラーリング違いとシークレットアイテム（無色クリア成型のガンビートル）を含めて、全13種類。その他に雑誌付録のブリッツソーダがある。なお全機種が『ゾイドジェネシス』に登場したわけではなく、製品とアニメ劇中とでは形状が大きく異なる。
第二弾の企画があったが、そちらは「カスタムブロックス」と名称を変更し、「ネオブロックス」の一環として発売された。

## 設定
ゾイドバラッツとは、永年失われていたゾイドブロックスシステムを発掘、研究し、復活させたもので、ブロックスの中でも特に小型の一群である。ブロックにはネオコアブロックを一個のみ使用することで、制御しやすく小回りの利く機体に仕上がっている。機種間でのパーツの流用は、量産性を飛躍的に向上させた。当然、他のブロックスや通常ゾイドと組み替えて運用することも可能。このようにゾイドバラッツは、低コストの量産機として民生用から軍用まで幅広い用途に対応する機体となった。

## ガンビートル
| ガンビートル GUN BEETLE | ガンビートル GUN BEETLE |
| ----------------------- | ----------------------- |
| 番号                    | GZB-001                 |
| 分類                    | カブトムシ型            |
| 全長                    | 8.6m                    |
| 全高                    | 3.5m                    |
| 重量                    | 8.0t                    |
| 最高速度                | 350km/h                 |
| 乗員人数                | 1名                     |
| 武装 装備               | 不明（設定なし）        |
| 使用ブロック            | ネオコアブロック×1      |

カブトムシ型ゾイドバラッツ。コンバットカラーは本体がサンドイエローで脚部が黒、ビークルカラーは本体が赤で脚部が黒となっている。なお、ゾイドバラッツのシークレットアイテムは無色クリア成型のガンビートルである。
アニメ『ゾイドジェネシス』では第4話にて初登場。

## ギラフソーダ
| ギラフソーダ GIRAF SWORDER | ギラフソーダ GIRAF SWORDER |
| -------------------------- | -------------------------- |
| 番号                       | GZB-002                    |
| 分類                       | クワガタ型                 |
| 全長                       | 9.2m                       |
| 全高                       | 3.6m                       |
| 重量                       | 8.2t                       |
| 最高速度                   | 320km/h                    |
| 乗員人数                   | 1名                        |
| 武装 装備                  | 不明（設定なし）           |
| 使用ブロック               | ネオコアブロック×1         |

クワガタ型ゾイドバラッツ。コンバットカラーは本体がシルバーで脚部が黒、ビークルカラーは本体がメタリックブルーで脚部が黒となっている。
アニメ『ゾイドジェネシス』では第6話にて初登場。

### ブリッツソーダ
| ブリッツソーダ BLITZSWORDER | ブリッツソーダ BLITZSWORDER |
| --------------------------- | --------------------------- |
| 番号                        | BZD-003                     |
| 分類                        | クワガタ型                  |
| 全長                        | 9.2m                        |
| 全高                        | 3.6m                        |
| 重量                        | 8.2t                        |
| 最高速度                    | 320km/h                     |
| 乗員人数                    | 1名                         |
| 武装 装備                   | ギラフソード パルスキャノン |
| 使用ブロック                | ネオコアブロック×1          |

運搬や戦闘に用いられる汎用性の高いバラッツ。ギラファノコギリクワガタをベースにしているため、高い戦闘能力を持つとされる。また、ギルファソーダの希少種ともされる。カラーリングは、本体が白、脚部が青となっている。
キットは電撃ホビーマガジン誌2005年06月号に付録として添付された。

## ステルスカッター
| ステルスカッター STEALTH CUTTER | ステルスカッター STEALTH CUTTER |
| ------------------------------- | ------------------------------- |
| 番号                            | GZB-003                         |
| 分類                            | トンボ型                        |
| 全長                            | 6.5m                            |
| 全高                            | 1.3m                            |
| 重量                            | 6.8t                            |
| 最高速度                        | 380km/h                         |
| 乗員人数                        | 1名                             |
| 武装 装備                       | 不明（設定なし）                |
| 使用ブロック                    | ネオコアブロック×1              |

トンボ型ゾイドバラッツ。コンバットカラーは頭部・羽・尾部がモスグリーンでそれ以外がガンメタリック、ビークルカラーは逆の組み合わせになっている。
アニメ『ゾイドジェネシス』には未登場。

## ガイスティング
| ガイスティング GUYSTING | ガイスティング GUYSTING |
| ----------------------- | ----------------------- |
| 番号                    | GZB-004                 |
| 分類                    | サソリ型                |
| 全長                    | 7.7m                    |
| 全高                    | 7.2m                    |
| 重量                    | 8.7t                    |
| 最高速度                | 170km/h                 |
| 乗員人数                | 1名                     |
| 武装 装備               | 不明（設定なし）        |
| 使用ブロック            | ネオコアブロック×1      |

サソリ型ゾイドバラッツ。コンバットカラーは腕部・尾部・火器がシルバーでそれ以外が紺、ビークルカラーは逆の組み合わせになっている。
アニメ『ゾイドジェネシス』では第4話にて初登場。

## フィラソード
| フィラソード FEELE SWORD | フィラソード FEELE SWORD |
| ------------------------ | ------------------------ |
| 番号                     | GZB-005                  |
| 分類                     | カミキリムシ型           |
| 全長                     | 7.0m                     |
| 全高                     | 3.9m                     |
| 重量                     | 8.7t                     |
| 最高速度                 | 300km/h                  |
| 乗員人数                 | 1名                      |
| 武装 装備                | 不明（設定なし）         |
| 使用ブロック             | ネオコアブロック×1       |

カミキリムシ型ゾイドバラッツ。コンバットカラーは本体が藍色で脚部が黒、ビークルカラーは本体がライトグリーンで脚部が黒となっている。
アニメ『ゾイドジェネシス』では第15話にて、無敵団の乗機として初登場。作中ではメンバーごとにカラーリングを変更して使用していた。

## コネクテス
| コネクテス CONNECTES | コネクテス CONNECTES |
| -------------------- | -------------------- |
| 番号                 | GZB-006              |
| 分類                 | ムカデ型             |
| 全長                 | 10.7m                |
| 全高                 | 1.7m                 |
| 重量                 | 7.1t                 |
| 最高速度             | 150km/h              |
| 乗員人数             | 1名                  |
| 武装 装備            | 不明（設定なし）     |
| 使用ブロック         | ネオコアブロック×1   |

ムカデ型ゾイドバラッツ。コンバットカラーは頭部・コックピット・尾部がガンメタリックでそれ以外が赤、ビークルカラーは逆の組み合わせになっている。
アニメ『ゾイドジェネシス』では第1話から登場し、民生用から軍用まで、その姿は劇中の随所に見られる。

## ブリッツペプシス
『ゾイドジェネレイションズ』に登場するベッコウバチ型ゾイドバラッツ。出力や速度に優れるが、小回りは効きにくい機体。
小型のエレクトロンバイトファングを有するほか、尾部のAZボイズンニードルでゾイドの動きを鈍らせる神経毒を送り込む。尾部は用途に応じて医療用の注射器や戦闘用のガトリングユニットなどに換装可能。
作例はブリッツホーネットからの改造品。